# Санчес, Херман (автогонщик)
Херман Санчес Флор (исп. Germán Sánchez Flor родился 4 июля 1989 года в Аликанте) — испанский автогонщик.

## Карьера

### Формула-3
Санчес совершил свой дебют в автогонках в 16 лет, когда он принял участие в сезоне 2006 Испанской Формулы-3. За рулём Dallara F300 в команде Escuela Profiltek, Санчес принял участие в Copa de España и его болид был гораздо более старее чем у соперников. Тем не менее он выиграл Copa de España, одержав победу, выиграл семь гонок из 15, также заработал три других подиума. Также он набрал 17 очков в основном чемпионате, и закончил в итоге сезон на тринадцатом месте. В сезоне 2007, он перешёл в команду Campos Racing. Санчес занял четвёртое место, одержав две победы на трассах Альбасете и Херес, и дважды финишировал на третьем месте в Хересе Барселоне.
Санчес продолжил выступать за Campos Racing в сезоне 2008. Он снова одержал победу в Альбасете, и также выиграл одну из первых гонок на городской трассе в Валенсии, которая носила статус Гран-при Европы месяцем позднее. Победы на трассах Маньи-Кур и Валенсия помогли в борьбе за титул с Нельсоном Панчьятичи даже несмотря на финиш без очков на этапе в Барселоне.

### Формула-2
В 2009 Санчес перешёл в возрождённую серию ФИА Формула-2, номер его болида 27.

## Результаты выступлений

### Гоночная карьера
| Сезон | Серия                              | Команда                   | Гонки | Победы | Поулы | БК | Подиумы | Очки | Место |
| ----- | ---------------------------------- | ------------------------- | ----- | ------ | ----- | -- | ------- | ---- | ----- |
| 2006  | Испанская Формула-3                | Escuela Profiltek-Circuit | 15    | 0      | 0     | 0  | 0       | 17   | 13    |
| 2006  | Испанская Формула-3 Copa de España | Escuela Profiltek-Circuit | 15    | 7      | 3     | ?  | 10      | 107  | 1     |
| 2007  | Испанская Формула-3                | Campos Racing             | 16    | 2      | 2     | 2  | 4       | 76   | 4     |
| 2008  | Испанская Формула-3                | Campos Racing             | 17    | 4      | 1     | 4  | 5       | 88   | 1     |
| 2009  | ФИА Формула-2                      | MotorSport Vision         | 14    | 0      | 0     | 0  | 0       | 2    | 24    |

### Результаты выступлений в Формуле-2
| Легенда к таблице |                                                                    |
| --- | ------------------------------------------------------------------ |
| В таблице перечислены результаты всех гонок, в которых принимал участие гонщик. Строками таблицы являются сезоны, столбцами — этапы соревнований. В каждой клетке указаны сокращённое название этапа и результат, дополнительно обозначенный цветом. Расшифровка обозначений и цветов представлена в нижеследующей таблице. |                                                                    |
| \| Пример \| Описание \| \| ------------ \| ------------------------------------------------------------------ \| \| 1 \| Победитель \| \| 2 \| Второе место \| \| 3 \| Третье место \| \| 5 \| Финишировал, заработав очки \| \| Сход \| Не финишировал, но при этом заработал очки \| \| 12 \| Финишировал, не получив очков \| \| НКЛ \| Финишировал, но не попал в финальную классификацию \| \| 15 \| Участвовал вне зачёта, либо по отдельной классификации \| \| 18 \| Не финишировал, но попал в финальную классификацию \| \| Сход \| Не финишировал \| \| НКВ \| Не прошёл квалификацию \| \| НПКВ \| Не прошёл предквалификацию \| \| ДСК \| Дисквалифицирован \| \| ИСК \| Исключён из протокола соревнований \| \| ТТ \| Заявлен для участия только в тренировках \| \| НС \| Участвовал в квалификации, но не стартовал в гонке \| \| Т \| Травмирован или болен \| \| ОТК \| Отказ от участия \| \| НТР \| Прибыл на соревнования, но на трассу не выезжал \| \| НПР \| Был заявлен в числе участников, но не прибыл к началу соревнований \| \| О \| Соревнования отменены \| \| \| Не участвовал \| \| Поул-позиция \| \| \| Быстрый круг \| \| |                                                                    |
| Пример | Описание                                                           |
| 1 | Победитель                                                         |
| 2 | Второе место                                                       |
| 3 | Третье место                                                       |
| 5 | Финишировал, заработав очки                                        |
| Сход | Не финишировал, но при этом заработал очки                         |
| 12 | Финишировал, не получив очков                                      |
| НКЛ | Финишировал, но не попал в финальную классификацию                 |
| 15 | Участвовал вне зачёта, либо по отдельной классификации             |
| 18 | Не финишировал, но попал в финальную классификацию                 |
| Сход | Не финишировал                                                     |
| НКВ | Не прошёл квалификацию                                             |
| НПКВ | Не прошёл предквалификацию                                         |
| ДСК | Дисквалифицирован                                                  |
| ИСК | Исключён из протокола соревнований                                 |
| ТТ | Заявлен для участия только в тренировках                           |
| НС | Участвовал в квалификации, но не стартовал в гонке                 |
| Т | Травмирован или болен                                              |
| ОТК | Отказ от участия                                                   |
| НТР | Прибыл на соревнования, но на трассу не выезжал                    |
| НПР | Был заявлен в числе участников, но не прибыл к началу соревнований |
| О | Соревнования отменены                                              |
| | Не участвовал                                                      |
| Поул-позиция |                                                                    |
| Быстрый круг |                                                                    |

| Год  | №  | 1        | 2        | 3        | 4          | 5        | 6          | 7        | 8          | 9        | 10       | 11         | 12       | 13      | 14      | 15       | 16       | Место | Очки |
| ---- | -- | -------- | -------- | -------- | ---------- | -------- | ---------- | -------- | ---------- | -------- | -------- | ---------- | -------- | ------- | ------- | -------- | -------- | ----- | ---- |
| 2009 | 27 | ВАЛ 1 14 | ВАЛ 2 11 | БРН 1 16 | БРН 2 Сход | СПА 1 12 | СПА 2 Сход | БРХ 1 17 | БРХ 2 Сход | ДОН 1 12 | ДОН 2 11 | ОШЕ 1 Сход | ОШЕ 2 16 | ИМО 1 8 | ИМО 2 8 | КАТ 1 НС | КАТ 2 НС | 24    | 2    |